# Thomas M. Disch
Thomas Michael Disch (n. 2 februarie 1940– d. 4 iulie 2008) a fost un scriitor american de science-fiction și poet. A câștigat Premiul Hugo pentru cea mai bună carte non-ficțiune în 1999, Premiul John W. Campbell Memorial, Premiul Rhysling , două premii Seiun și alte premii.

## Lucrări
| - The Genocides, 1965, nominalizare la Nebula pentru cel mai bun roman în 1965 - The Puppies of Terra (inițial publicat sub denumirea Mankind Under the Leash), 1966 - The House That Fear Built (cu John Sladek, sub pseudonimul Cassandra Knye), 1966 - Echo Round His Bones, 1967 - Camp Concentration, 1968, ISBN 0-246-97352-8 - Black Alice (cu John Sladek, sub pseudonimul Thom Demijohn), 1968 - The Prisoner, 1969 - Alfred the Great (sub pseudonimul Victor Hastings), 1969 - 334, 1972, ISBN 0-261-63283-3 - Clara Reeve (sub pseudonimul Leonie Hargrave), 1975, ISBN 0-394-48490-8 - On Wings of Song 1979, ISBN 0-312-58466-0 - Neighboring Lives (cu Charles Naylor), 1981, ISBN 0-684-16644-5 - The Businessman: A Tale of Terror, 1984, ISBN 0-06-015292-3 - The M.D.: A Horror Story, 1991, ISBN 0-394-58662-X - The Priest: A Gothic Romance, 1994, ISBN 1-85798-090-5 - The Sub: A Study in Witchcraft, 1999, ISBN 0-679-44292-8 - The Word of God, 2008, ISBN 978-1892391773 - Torturing Mr. Amberwell, 1985 - The Silver Pillow: A Tale of Witchcraft, 1988 - The Voyage of the Proteus, 2007 - The Proteus Sails Again, 2008 - One Hundred and Two H-Bombs, 1966 UK (ediție revizuită, 1971 SUA) - Fun with Your New Head, 1971 SUA, (Under Compulsion), 1968 Marea Britanie, ISBN 0-586-03265-7 - White Fang Goes Dingo, 1971 Marea Britanie, ISBN 0-09-004840-7 - Getting into Death, 1973 Marea Britanie, ISBN 0-246-10614-X - Getting into Death and Other Stories, 1976 US - Fundamental Disch, 1980, ISBN 0-553-13670-4 - The Man Who Had No Idea, 1982, ISBN 0-553-22667-3 - The Wall of America, 2008, ISBN 978-1-892391-82-7 - The Brave Little Toaster: A Bedtime Story for Small Appliances - Fantasy and Science Fiction (August 1980) - London, Grafton Books, 1986. ISBN 0-246-13080-6 - adaptare pentru film, 1987 - The Tale of Dan De Lion, 1986 - The Brave Little Toaster Goes to Mars, 1988 - adaptare pentru film, 1998 - A Child's Garden of Grammar, 1997 - The Brave Little Toaster to the Rescue, 1999 (doar film) | - Highway Sandwiches (cu Charles Platt și Marilyn Hacker), 1970 - The Right Way to Figure Plumbing, 1972, ISBN 0-913560-05-7 - ABCDEFG HIJKLM NPOQRST UVWXYZ, 1981, ISBN 0-85646-073-7 - Burn This, 1982, ISBN 0-09-146960-0 - Orders of the Retina, 1982, ISBN 0-915124-60-2 - Here I Am, There You Are, Where Were We, 1984, ISBN 0-09-154871-3 - Yes, Let's: New and Selected Poems, 1989, ISBN 0-8018-3835-5 - Dark Verses and Light, 1991, ISBN 0-8018-4191-7 - Haikus of an AmPart, 1991, ISBN 0-918273-68-4 - The Dark Old House, 1996 - About the Size of It, 2007 - Winter Journey (va apărea) - The Castle of Indolence: On Poetry, Poets, and Poetasters, 1994, ISBN 0-312-13448-7 - The Dreams Our Stuff Is Made Of: How Science Fiction Conquered the World, 1998, ISBN 0-684-82405-1 - The Castle of Perseverance: Job Opportunities in Contemporary Poetry, 2002, ISBN 0-472-09750-4 - On SF, 2005, ISBN 0-472-09896-9. O colecție a scrierilor sale critice. - The Ruins of Earth: An Anthology of Stories of the Immediate Future, 1971 - Bad Moon Rising: An Anthology of Political Forebodings, 1973 - The New Improved Sun: An Anthology of Utopian Fiction, 1975 - New Constellations: An Anthology of Tomorrow's Mythologies, 1976 (cu Charles Naylor) - Strangeness: A Collection of Curious Tales, 1977 (cu Charles Naylor) - Ben-Hur 1989 - The Cardinal Detoxes 1990 - Amnesia, 1986 - "Can you hear me, think tank two?", 2001 (sub pseudonimul Tom Disch). Thought crimes in prose and poetry - Mecca\|Mettle, 2005. Thomas Disch, BlöödHag și Tim Kirk. |